# زارازا (گاریکو)
زارازا (به اسپانیایی: Zaraza) یک منطقهٔ مسکونی در ونزوئلا است که در Pedro Zaraza واقع شده‌است. زارازا ۲٬۴۷۵ کیلومتر مربع مساحت و ۱۳۸٬۶۴۲ نفر جمعیت دارد و ۵۰۰ متر بالاتر از سطح دریا واقع شده‌است.